# 471年
| 千纪： | 1千纪                                                                                           |
| 世纪： | 4世纪 \| 5世纪 \| 6世纪                                                                         |
| 年代： | 440年代 \| 450年代 \| 460年代 \| 470年代 \| 480年代 \| 490年代 \| 500年代                       |
| 年份： | 466年 \| 467年 \| 468年 \| 469年 \| 470年 \| 471年 \| 472年 \| 473年 \| 474年 \| 475年 \| 476年 |
| 纪年： | 辛亥年（猪年）；北魏皇兴五年，延兴元年；南朝宋泰始七年；柔然永康八年；司馬小君聖君元年          |

## 大事记
- 宋明帝劉彧為了太子劉昱，在一年內殺了劉休祐、劉休仁與劉休若三個弟弟。

## 逝世
- 4月1日——劉休祐，宋文帝劉義隆第十三子，被宋明帝劉彧設計殺害。
- 6月4日——劉休仁，宋文帝劉義隆第十二子，曾統兵消滅反對宋明帝劉彧的勢力，但明帝晚年因猜忌他而將其處死。
- 劉休若——劉休若，宋文帝劉義隆第十九子，被宋明帝劉彧騙入京城後遭賜死。